# Pichl bei Wels
Pichl bei Wels är en ort och kommun i Österrike. Den ligger i distriktet Wels-Land i förbundslandet Oberösterreich,  180 kilometer väster om huvudstaden Wien. 
Kommunen består av 55 orter (Ortschaften) (inom parentes invånarantal 1 januari 2024):

- Ach (10)
- Aichet (7)
- Aichmühl (17)
- Am Irrach (19)
- Angsterlehen (9)
- Au (7)
- Auhub (7)
- Brandstatt (6)
- Breitwies (33)
- Etzelsdorf (225)
- Fadleiten (65)
- Falzberg (10)
- Franzing (34)
- Freiung (38)
- Geisensheim (108)
- Haag (10)
- Hochwimm (9)
- Holzhäuser (42)
- Inn (23)
- Jägersberg (5)
- Kaiserleiten (45)
- Kerschberg (10)
- Krottendorf (16)
- Lechlödt (6)
- Malling (5)
- Mitterleiten (18)
- Moosleiten (11)
- Müllerberg (20)
- Nisting (26)
- Oberirrach (10)
- Oberndorf (12)
- Oberthambach (32)
- Pfaffendorf (108)
- Pichl bei Wels (720)
- Pröstlsberg (11)
- Puchet (9)
- Pühret (2)
- Schalbach (Node-count limit exceeded)
- Schmiedsberg (Node-count limit exceeded)
- Schnappling (Node-count limit exceeded)
- Schnittering (Node-count limit exceeded)
- Schustersberg (Node-count limit exceeded)
- Silbersberg (Node-count limit exceeded)
- Stadl (Node-count limit exceeded)
- Steinpichl (Node-count limit exceeded)
- Sulzbach (Node-count limit exceeded)
- Trappelsberg (Node-count limit exceeded)
- Unterirrach (Node-count limit exceeded)
- Unterthambach (Node-count limit exceeded)
- Uttendorf (Node-count limit exceeded)
- Waldgattern (Node-count limit exceeded)
- Weilbach (Node-count limit exceeded)
- Weinberg (Node-count limit exceeded)
- Winkelfeld (Node-count limit exceeded)
- Ödt (Node-count limit exceeded)

Node-count limit exceeded